# 利物浦足球俱乐部历史
利物浦足球俱乐部是英格蘭其中最成功的足球隊之一，具有長遠而詳盡的歷史。

## 早期歷史
成立於1878年的埃弗顿自1884年已使用作為主場球場。在1891年，安菲尔德的租務代理約翰·賀定（John Houlding）購入球場業權，隨即將租金由1884年的100英鎊增加到1890年的250英鎊。愛華頓的會員決定離開晏菲路，於1892年遷移到新建成就在鄰近的。只有三名球員留在晏菲路，留給約翰賀定一個沒有球隊比賽的空蕩蕩球場，約翰賀定決定成立一支屬於自己的球隊，於1892年3月15日利物浦足球俱乐部正式成立。約翰賀定委任老友約翰·麥堅拿（John McKenna）為球隊總監（現時稱作領隊），北上蘇格蘭為新球隊招聘13名職業球員，由於13人中有8位姓氏以「麥」（"Mc"）為首，故此被戲稱為「老麥球隊」（"the team of the Macs"）。当时大批这样南下到英格兰踢球的苏格兰球员被称为“苏格兰教授”。
由於被拒加入足球聯盟，於1892年9月1日主場友賽以7-1擊敗（Rotherham Town F.C.）後，利物浦在蘭開夏郡聯賽（Lancashire League）展開其精彩的競逐歷史，首場在主場8-0大勝瓦尔顿（Higher Walton），马尔科姆·麦克维安（Malcolm McVean）射入首個正式比賽入球。在第一個球季結束時利物浦成為聯賽冠軍，更於1893年在利物浦高級盃（Liverpool Senior Cup）決賽以1-0擊敗愛華頓，贏得首次默西塞德郡德比的勝利。同年利物浦與一同獲選加入足球聯盟乙組聯賽。
1893年麦克维安在首場聯賽2-0擊敗米杜士堡艾仁奴普里斯（Middlesbrough Ironopolis F.C.）中射入首個聯賽入球，以整季不敗成為當季乙組聯賽冠軍，再在選拔賽中以2-0擊敗紐頓希夫（Newton Heath，其後改名），來季升上甲組聯賽。

## 比爾·香克利年代 （1959-1974年）
贏得錦標：歐洲足協盃（1973年）、聯賽冠軍（1964年、1966年、1973年）、足總盃（1965年、1974年）

## 鮑伯·佩斯利年代（1974-1983年）
贏得錦標：歐洲冠軍盃（1977年、1978年、1981年）、歐洲足協盃（1976年）、聯賽冠軍（1976年、1977年、1979年、1980年、1982年、1983年）、 聯賽盃（1981年、1982年、1983年）
.

## 喬·費根年代（1983-1985年）
贏得錦標：歐洲冠軍盃（1984年）、聯賽冠軍（1984年）、聯賽盃（1984年）

## 第一次達格利什年代（1985-1991年）
贏得錦標：聯賽冠軍（1986年、1988年、1990年）、足總盃（1986年、1989年）- 期間球隊被禁止所有歐洲比賽

## 格雷姆·索內斯年代（1991-1994年）
贏得錦標：足總盃（1992年）

## 埃文斯年代（1994-1998年）
贏得錦標：聯賽盃（1995年）

## 烏利耶年代（1998-2004年）
贏得錦標：歐洲足協盃（2001年）、足總盃（2001年）、聯賽盃（2001年、2003年）、歐洲超級盃（2001年）
烏利耶，前法國國家隊教練，於1998-99賽季加入利物浦管理團隊，跟一起成為雙領隊。後來伊雲斯發現雙領隊模式不適合他，因此他於一個失望的賽季（也未能參加的第七名）中便離開。
2000-01賽季是利物浦這幾年來最成功的賽季，奧雲、科拿、謝拉特和希比亞等是球會得到聯賽第三名、晉身、足總盃、聯賽盃以及下一季季初社區盾及歐洲超級盃的功臣。在聯賽盃，利物浦1-1賽和並以十二碼戰勝比賽。在足總盃，奧雲在最後十分鐘連入兩球，反勝。在歐協盃的刺激決賽，加時以5-4擊敗。
在這時，利物浦的陣容煥然一新，新門將，後衛成為隊長，年輕的中場以及成為奧雲的新拍檔。
利物浦於2001-02賽季成為聯賽第二，自1991年後最好的排名，但在聯賽盃第三圈卻輸給。烏利耶在2001年心臟患病，令他離開了球會一段時間。
利物浦於2003年奪得另一個聯賽盃，但利物浦在這季聯賽表現差強人意，距離冠軍兵工廠足足十三分。雖然利物浦成功以第四名晉身歐聯（在烏利耶領導下連續三次），但球迷認為烏利耶保守和防守性的戰術將進攻犧牲，無力挑戰兵工廠和曼聯。並在這季刷新球會頂級聯賽最長不勝紀錄。在不滿的聲音愈來愈多後，利物浦決定於賽季尾和烏利耶終止合約。西班牙人拉法埃爾·貝尼特斯將會成為新領隊，他在剛剛的球季帶領瓦倫西亞成為西甲和歐協盃冠軍。

## 拉法埃爾·貝尼特斯年代（2004年—2010年）
赢得锦标：欧洲冠军杯（2005年），欧洲超级杯（2005年）足总杯（2006年）
来自西班牙瓦伦西亚俱乐部的拉法埃尔·贝尼特斯从霍利尔手上接过教鞭。拉法埃尔·贝尼特斯率领瓦伦西亚刚刚赢得了他个人第2个西班牙甲级联赛冠军以及 欧洲联盟杯冠军。虽然利物浦以让人失望的第5名结束了联赛的征程。，但是他们却以一个令人吃惊的结局结束了整个赛季的比赛。他们在土耳其伊斯坦布尔赢得了俱乐部历史上第5个欧洲冠军杯。在四分之一决赛淘汰了夺冠热门尤文图斯之后，他们在半决赛第2个回合中凭借路易斯·加西亚一个极具争议的进球击败了本国死敌切尔西。许多电视重播录像都无法证实那个球否越过了球门线。
红军在决赛中遇到了夺冠超级热门意大利俱乐部AC米兰。利物浦上半场便以0比3落后，但是他们在下半场连进3球完成了大逆转，并且把比赛拖入到最后的点球大战。 凭借波兰门将杜德克的出色发挥赢得了点球大战。这个欧洲冠军杯确保利物浦队长杰拉德在传出了转会切尔西和皇家马德里的消息后，最终选择留在队中。
利物浦在拉法埃爾·貝尼特斯執教下成績穩步上揚、再加上原球衣贊助商銳跑亦被愛迪達收購，由2006/07球季起愛迪達再次贊助利物浦體育用品。雙方曾經有美好合作回憶，利物浦雄霸八十年代歐洲球壇時便是穿著愛迪達球衣四處征戰，直至十年前才為銳步取代。

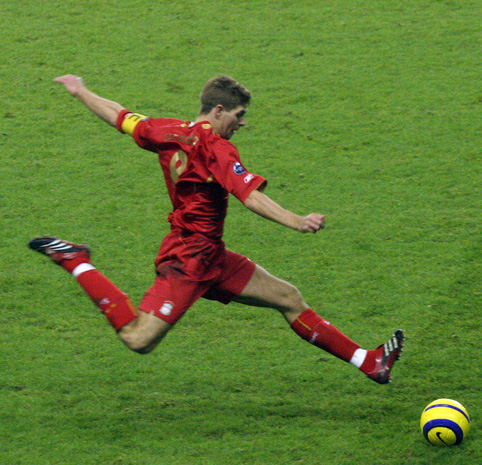
利物浦的隊長謝拉特

物浦於2007夏天重磅收購了西甲馬德里體育會當家射手托利斯，與隊長傑拉德組成了新進攻組合。不過由於拉法埃爾·貝尼特斯大行輪換制，利物浦在聯賽初段戰績不穩；所幸賽季後半段主力陣行還是固定了下來，主打4231陣行，於賽季末保住了下屆歐冠參賽權。同期歐冠表現依然突出，十六強雙殺意甲龍頭國際米蘭；八強賽對陣同國球隊阿仙奴總比分5-3晉級四強。可惜四強賽首場對陣車路士，被左後衛懷斯在終場補時頂進一顆烏龍球苦吞平局；次場作客斯坦福橋球場先處於落後狀態，托利斯接著打進一球以1-1逼平對手進入加時賽；但隨著林伯特踢入點球與杜奧巴的梅開二度，利物浦四強行人止步。

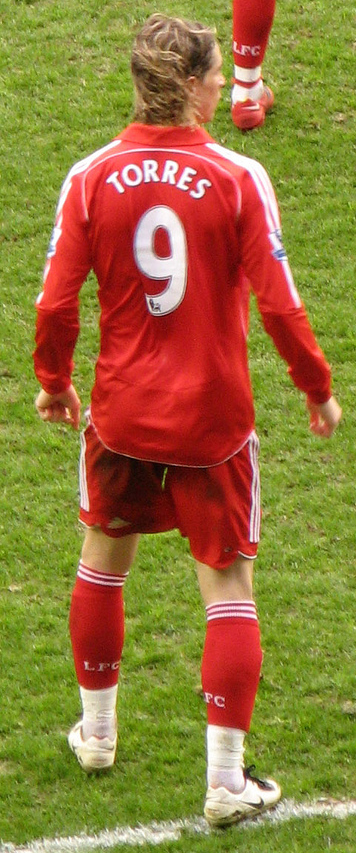
紅軍的當家射手、西班牙金童托利斯。

夏季轉會時，賓尼迪斯一直有意出售阿朗素給予祖雲達斯，從而引進阿士東維拉的隊長巴利，但最終未能成功，阿朗素與賓尼迪斯的私人關係因此形同陌路。到了2008-09賽季，利物浦有望爭標，上賽季運用的4231戰術完全成熟，托利斯突前謝拉特在後、右路古治左路利亞拿以及中場大腦阿朗素與絞肉機馬斯查蘭奴的組合，在本賽季大放光采，2008年末期時更佔據榜首長達數週。該季利物浦開局連戰皆捷，與車路士互咬榜首位置不放。於2008年10月26日，聯賽作客靠阿朗素的進球以1-0擊敗車路士，打破了斯坦福橋球場連續86場不敗戰績，並升上榜首。
踏入2009年後，利物浦板凳深度不足冬季也未大力引援、加上羅比·堅尼成了領隊賓尼迪斯與球會總裁派利爭拗之犧牲品而被迫離去，雖最終派利宣佈季尾離隊、但球會同時亦接連平了好幾場，與此同時間曼聯取得聯賽11連勝使利物浦聯賽跌至第二。雖後來利物浦作客老特拉福德球場以4-1大敗曼聯，使曼聯成為了該季第三被利物浦雙殺的豪門。但最終利物浦無法重奪榜首，聯賽取得86分、以4分之差屈居亞軍。該季打破了球會英超最佳分數紀錄、而全季利物浦亦未曾於英超主場敗陣。
在同季歐冠賽場上，利物浦十六強先以總比分5-0大勝皇家馬德里。八強再與老對手車路士狹路相逢，亦是連續第5年與車路士於歐冠交手。首回合在主場1-3給藍軍擊敗。第二回合比賽中，利物浦多次重燃晉級希望，上半場一度領先2-0、下半場時被反超成2-3，然後接連兩次攻克切赫的大門以4-3領先，最後杜奧巴的進球使雙方以4-4打和，車路士以總比分5-7淘汰利物浦。
2009-10賽季前，賓尼迪斯毅然出售了沙比·阿朗素與邊防重將艾比路亞給皇家馬德里，引進了主力右後衛格連·莊臣與傷停中的阿古蘭尼。在赛季首战不幸负于热刺，是四大豪门中唯一没有取得开门红的球队。到了第2轮利物浦4-0大胜斯托克城后，率先达到英格兰顶级联赛积分5000分，这无疑是足球世界中的一个里程碑数字。不過在之後第3轮的比賽，竟然在主場輸1-3給維拉，創下近年最差開季紀錄。第四輪憑格連莊臣、托利斯和隊長謝拉特的入球以3比2險勝保頓。
主帥賓尼迪斯在本賽季仍堅持使用單前鋒與雙後腰的4231戰術，但在中場大腦沙比·阿朗素出走、左匣奧利里奧與當家前鋒托利斯傷病不斷、隊長謝拉特不在顛峰狀態以及包括主力左翼利亞拿與貝尼特斯鬧翻、夏季回收了前鋒禾朗連竟在冬季又出清等等的情況綜合之下(尤其以聯賽作客對戰桑德蘭的海灘球事件更淪人笑柄)，板凳深度遠比上賽季不如，利物浦完全無法打出該季如廝的威力來，聯賽盃、足總盃早早出局收場，歐冠盃小組賽只能屈居第三，聯賽排名則在中上游起起伏伏，但賓尼迪斯並未為戰績低迷與球員買賣失誤負起責任，只提出球隊需拿出更多錢給其運用的要求。最後利物浦賽季末雖然殺進了歐霸盃四強，但卻被馬德里體育會射手科蘭主客場的兩個進球給轟出決賽之外。聯賽則分別被阿仙奴、車路士雙殺，季末以排名第七作收，創下近十年來最差的成績。
在此時期，利物浦与渣打银行达成协议，双方将签订一份为期4年总价值高达8000万英镑的球衣胸前广告赞助合同，取代嘉士伯成为利物浦新的胸前广告赞助商，从下个赛季开始，利物浦的胸前将印上渣打银行的标志。而利物浦和嘉士伯的合作长达17年，是英国足坛赞助商和球队之间的一段佳话。同時期並再與體育用品鉅子adidas重新簽下為數可觀的新合同。
一般認為，吝嗇的美國老闆總是拒絕掏出足夠的金錢讓賓尼迪斯購買真正想要的球員是利物浦進步的最大障礙，迫使賓尼迪斯必須出售較具價值的球員以多加添購備用球員，而教練與總經理的內部鬥爭也總是使球隊浪費了大量精力於賽場之外。賓尼迪斯5年執教中挑選球員的眼光好壞參半，但與球員私下的關係冷淡、在戰術的運用上的固執為其最大過失。縱使如此, 賓尼迪斯在5年間為利物浦所帶來的成功, 及其愛利物浦的心, 仍使他受到大部份真正利物浦球迷的愛戴。

## 霍格森年代（2010年—2011年）
在經歷了2009-10賽季慘烈的失敗之後，利物浦決定解雇賓尼迪斯，由於賓尼迪斯也有意去執教剛取得三冠王頭銜的國際米蘭，故雙方僅以數百萬磅便解除合同。利物浦不久後便請得富咸足球會的主教练鶴臣為新教练。許多賓尼迪斯時期的球員逐漸離去，如班拿約、利亞拿等，但也立刻引進了如祖·高爾、米蘭·祖雲奴域(由上一手教練引入)等免費的實力派球員，也購入了兩顆新星鍾祖·舒爾維爾與丹尼·威爾遜。更簽入門將鍾斯、左閘高捷斯基、中場梅利斯、保臣等球員。
聯賽杯對陣英乙球隊諾咸頓以2-2在法定時間打和，互射十二碼時艾克斯頓及尼哥分別射失十二碼，利物浦以總比數4-6出局，鶴臣帥位開始動搖。
2010年10月3日，英超聯賽第7輪，主場對陣升班馬黑池，以1-2的成績敗於黑池，此場賽事後利物浦於英超積分榜以7戰1勝3和3負6分的成績排18位，乃利物浦自1953-54賽季以來的最差開局，主帥鶴臣被指無能與失敗，不適合執教利物浦。縱使鶴臣多番道歉，球迷仍然紛紛要求名宿杜格利殊再次出任領隊。
利物浦在上半季成績奇差，對曼聯、黑池、艾佛頓、史篤城、熱刺皆敗，更大敗曼城0-3、紐卡素1-3、布力般流浪1-3，一度跌至降班區域。
2010年10月16日，新英格蘭體育企業（NESV）以3億英鎊成功收購利物浦，收購後第一場作客愛華頓負0-2，跌至積分榜第19位。
2010年11月7日，利物浦主場憑藉托利斯的兩個入球贏了榜首的車路士，升至聯賽榜的第9位。
2011年1月6日，利物浦作客布力般流浪以1-3敗陣，利物浦以七勝二和九負的最差半季成績排聯賽榜第十二位。

## 第二次達格利什年代（2011年—2012年）
2011年1月8日，杜格利殊接替鶴臣出任看守領隊，這是杜格利殊第2度擔任老東家領隊一職。
2011年1月28日冬季轉會期，利物浦宣布烏拉圭國腳蘇亞雷斯加盟，轉會費為2200萬鎊，這是NESV入主利物浦及杜格利殊再次擔任領隊后首名簽入的球員。
2011年1月31日冬季轉會窗最後一天，利物浦同意以五千萬英鎊出售費蘭度托利斯於車路士，同時從紐卡素以三千五百萬英鎊購入安德魯·卡路爾。
在杜格利殊重掌帥印後，利物浦逐漸重上軌道，在2月6日作客車路士的英超聯賽中，以1-0雙殺車路士，取得聯賽4連勝，升上聯賽第六位。與季初鶴臣執教時的利物浦，形成強烈對比。
同賽季冬季轉會期，當家射手托雷斯突然求去，以身價五千萬鎊轉投切爾西。俱樂部迅速補進了烏拉圭國腳路易斯·蘇亞雷斯以及英格蘭中鋒安德魯·卡路爾，兩人分別穿上了傳奇的7號與9號球衣。
2011年3月6日，利物浦主場對仗死敵曼聯，庫伊特在此場雙紅會中連入三元，幫助紅軍以3-1力克紅魔。此場不僅是他首次對上曼聯的比賽時進球，也是他第一次在英超中完成帽子戲法。
利物浦在下半季擊敗車路士、曼聯、曼城等強隊，更大勝伯明翰5-0、富咸5-2。但因季初失分太多以致以第六名的成績結束賽季，並無緣任何歐洲賽事。
杜格利殊於2011夏季轉會市場引入中場佐敦·軒達臣、查理·阿當、唐寧，輪換門將當尼、左後衛荷西安歷基、中後衛高亞迪斯以及前鋒「快馬」比拿美的回歸，補足利物浦的陣容短版並進一步增強實力。
2011年8月20日，利物浦以2-0擊敗主場的兵工廠，打破了十一年沒有在作客的情況下擊敗兵工廠的宿命。英超頭三輪的比賽成績為兩勝一和，創下17年來最好開局。
2011年11月21日，利物浦作客以2-1擊敗有費蘭度·托利斯和劳尔·梅雷莱斯倒戈的車路士。再於9日後的聯賽盃八強中以作客2-0再次擊敗車路士，晉身聯賽盃四強。
2012年2月26日，利物浦在温布利球场以在点球戰中以5-4战胜卡迪夫城，赢得联赛杯冠军。这也是利物浦自2006年来夺得的首个冠军，終結了7年多的冠軍荒，並取得下一屆歐洲聯賽的入場券。
領隊杜格利殊帶領利物浦奪得聯賽盃後，成為繼摩連奴及費格遜後，第3個完成國內3項錦標「大滿貫」（英格蘭超級聯賽、英格兰足总杯及英格兰联赛杯）的領隊，亦是唯一一位分別以球員及領隊兩種身份贏盡3項冠軍的人（球員時代贏得的英格蘭頂級聯賽冠軍是英甲）。
2012年3月10日，利物浦聯賽作客桑德蘭被0:1擊敗，三連敗與連四場不勝的結果在隊史上甚至得追溯到9年前。而統計結果表示，杜格利殊近20場聯賽的26分積分只比上任主教練鶴臣執教時期的20場聯賽25分積分高出1分，顯示球隊於夏季的大投入在聯賽的表現上幾乎沒有任何成果。
2012年3月13號與18號利物浦分別在聯賽與足總盃擊敗埃弗頓與斯托克城取得二連勝，但是隨後陸續被保級球隊女皇公園巡遊者與威根競技在聯賽上強取三分。2012年4月1日遭到紐卡索聯兩球完封後，利物浦第二次迎來聯賽三連敗。
2012年4月14號，利物浦於足總盃四強賽中以2-1擊敗艾佛頓，在同一賽季內將第三次踏上新溫布萊大球場並爭取足總盃冠軍。
2012年5月5日，利物浦在足總盃決賽中1-2戰敗切爾西，無緣國內雙盃王。
2012年5月13日英超末輪利物浦0-1輸於斯斯旺西，最終利物浦在積分榜上以52分的積分排名第八，與榜首曼城89分積分差距高達37分。
2012年5月16日，FSG芬威集團與杜格利殊解約。
2012年6月1日，FSG芬威集團宣布任命斯斯旺西主教練布倫達·羅傑斯為利物浦新任主帥。

## 羅傑斯年代（2012年—2015年）
2012年6月1日，利物浦與達格利什解約後邀請當時39歲的史雲斯少帥布蘭登·羅渣士擔任領隊，崇尚地面組織及控球的羅渣士的到來令利物浦一改以往防守反擊的踢法，平均每場的控球率都接近六成。
領隊布蘭登·羅渣士更喜歡使用年青球員及技術型球員，不少青年隊球員在他麾下都獲提拔上一線隊甚至獲得上陣機會，如韋斯杜姆、蘇素及舒爾菲、史達寧等。另外亦簽下數名年青且技術細膩的球員，如博里尼、乔·艾伦、阿塞迪和向皇家馬德里借入中場紐尼·沙軒，而球員平均年齡更只有23歲，成為歐洲最「年輕」的球會之一。
在羅渣士執掌的首季聯賽（2012-13年度球季），利物浦只取得聯賽第七名，兩項本土盃賽及歐霸盃都早早被淘汰，以至利物浦未能取得來年任何歐洲賽的參賽資格。至2013-14年度球季，利物浦在烏拉圭球員蘇亞雷斯、前車路士球員史杜歷治及英格蘭年青球員史達寧三名前鋒互相配合下，全季取得當屆英超第二最高的101個聯賽入球，更在2014年2月8日至4月20日期間，取得聯賽11場連勝的佳績，當時利物浦尚有三場比賽，領先打少兩場的曼城七分，很有機會在該季取得首個英超冠軍。之後利物浦主場迎戰另一前列隊伍車路士時，雖佔盡優勢，但未能取得入球之前，利物浦隊長謝拉特卻在完半場前突然在後場控球「跣腳」，被對方前鋒丹巴·巴亞搶去腳下球再單刀破門，導致上半場佔盡優勢的利物浦落後一球，最後利物浦不但沒有扳平，反而在下半場再失一球，最後亦以0比2見負，爭標優勢盡失。利物浦敗給車路士後，在下一場聯賽對下游球隊水晶宮，在一度領先三球下，在最後十分鐘被對手攻入三球追和，再痛失兩分，使曼城餘下兩仗聯賽只要取得一勝一和就可以奪冠。結果曼城餘下兩仗比賽全勝，奪得冠軍。利物浦最終亦失落此季英超錦標，只能以亞軍成績完成賽季。
2014-15赛季，利物浦闊別歐聯5年後，以英超亞軍的身份參加，不過利物浦在分組賽主客皆敗給皇家馬德里，以及作客被瑞士球隊巴素爾打敗，被淘汰出局，轉戰歐霸盃，最後亦在歐霸盃被比錫達斯淘汰。在英超聯賽中，因上屆射手蘇亞雷斯離開及另一射手史杜歷治因傷長期缺席，利物浦的攻力遠不及上屆，全季聯賽只有52個入球，差不多只有上季的一半，最後只取得聯賽第六名。利物浦卻在兩項本地盃賽皆打入最後四強，但同樣功虧一簣，在聯賽盃遭車路士以總比賽2-1淘汰，在足總盃亦以同樣比數被阿斯頓維拉打敗。
2014-15年度赛季亦是利物浦隊長謝拉特在球隊的最后一个赛季，可惜球隊的不濟表現，未能達成謝拉特在最後一季能再次拿到一座冠軍獎杯的希望，更遺憾的是2015年5月16日，謝拉特最後一場為利物浦效力的主場比賽，該場比賽吸引了不少利物浦名宿前來觀賞賽事，但可惜利物浦以1-3慘敗給水晶宮，令謝拉特遺憾地不能以勝利結束其最後一次在晏菲路球場作賽。賽後謝拉特亦有致詞感謝利物浦球迷多年來對其及球隊的支持。8日後謝拉特最後一場為利物浦效力的比賽，利物浦竟以1-6慘敗給主隊史篤城，而這場比賽利物浦的唯一入球，剛好亦由謝拉特射入。這入球亦是謝拉特在利物浦的最後入球。

## 克洛普年代（2015年—2024年）
經過2014-15年度賽季的失敗成績，球迷以為利物浦會在2015-16年度新球季開始前更換領隊，但最終新球季開始時球會繼續由羅渣士領軍。可惜利物浦在季初表現未有起色，首八場聯賽只取得三場勝仗，更接連敗給韋斯咸及曼聯，要求利物浦更換領隊的聲音越來越多。2015年10月4日，利物浦被同市宿敵愛華頓迫和1-1，利物浦於比賽後宣佈解僱羅渣士。2015年10月8日，利物浦宣佈聘任前多蒙特領隊尤爾根·克洛普為利物浦新任領隊。
高普到任後，將全場緊迫及快速反擊的踢法引入利物浦，首場領軍的聯賽作客以0-0打和熱刺，之後更作客大勝上屆聯賽冠軍車路士及亞軍曼城，一度令人認為利物浦有力挑戰聯賽錦標。可惜利物浦之後的表現不穩，不時在弱隊身上失分，季尾更因要集中應付歐霸盃比賽而在聯賽留力。最終只以聯賽第8名完成賽季，無緣來季的歐洲賽事。
與上屆一樣，利物浦在盃賽的成績較聯賽為佳。利物浦雖在足總盃第四圈重賽被韋斯咸淘汰，但卻打入了聯賽盃決賽，可惜在互射十二碼敗給曼城只得亞軍。歐霸盃方面，利物浦接連擊敗曼聯、多蒙特及維拉里爾等強敵殺入決賽，但決賽以1-3不敵西維爾屈居亞軍，自2012-13年賽季之後來季再次無緣歐洲賽。
2016-17年度球季的利物浦因沒有參與歐洲賽，故集中在聯賽爭取前列成績，但表現卻非常飄忽。利物浦面對聯賽榜前七名的球隊的比賽全部保持不敗，更主客兩場「雙殺」阿仙奴及愛華頓，及作客擊敗車路士，與前七名球隊的對賽成績比當屆聯賽冠軍的車路士還要好。但利物浦對著下游球隊卻經常失分，曾敗於般尼、般尼茅夫、水晶宮、侯城、史雲斯等中下游球隊，令利物浦最後僅以一分力壓阿仙奴，保住聯賽第四位，取得來屆參加歐聯附加賽的資格。
2017-18賽季起始，利物浦於歐冠資格賽主客場雙殺霍芬海姆，成功進入小組賽賽事。2017年8月28日，利物浦4-0大勝英超強敵阿仙奴，三輪過後於積分榜上排名第二。
2017-18賽季夏窗後將近6個月終於雲迪積克加盟利物浦，據傳7500萬英鎊的轉會費，紅軍成功的將荷蘭鐵衛帶至晏菲路。對於紅軍羸弱的後防線將是一個極大的補充，洛夫雲今季狀態起起落落，左中堅的位置雲迪積克也將無縫銜接。然而紅軍球迷欣喜之餘，細思主隊吸引雲迪積克加盟的最大籌碼，毫無疑問，便是主教練高普。當然除去巨額轉會費和18萬英鎊的週薪。高普的個人魅力已毋庸置疑，這也讓雲迪積克回絕了衛冕冠軍車路士以及榜首曼城的召喚。在高普2015年接手利物浦後，芬威集團深知高普帶來的不僅是先進的執教理念和賞心悅目的進攻打法，更多的是個人魅力的感召，馬迪普、基達、卡拉雲等人也相繼來投。高普儼然已成為利物浦吸引球星加盟的最大魅力，而高普的重金屬風格和對球隊未來風格的打造，也極大的吸引了雲迪積克。隨着雲迪積克到臨晏菲路球場，古天奴也在冬窗正式前往魯營球場報到，據傳轉會費高達1.6億歐元。2018年1月14日，利物浦於第一場失去古天奴的英超聯賽中以4-3險勝榜首曼城，終結其22場聯賽不敗記錄。
雲迪積克的加盟、沙拿的爆發、安祖·羅拔臣的神勇發揮，加上卡利奧斯的表現有所改善，利物浦於已甚少在聯賽中下游球隊失分。同時，利物浦在歐聯比賽中高歌凱進。利物浦在小組賽取得三勝三和的成績，以小組賽首名出線晉級淘汰賽。利物浦先在十六強以 5-0 (首輪5-0、次輪0-0)戰勝波圖晉級八強，再於八強賽事以 5-1 (首輪3-0、次輪2-1)力克曼城進入四強。在四強賽事中，利物浦面對該季歐聯黑馬羅馬，利物浦於首輪以5-2擊敗羅馬。雖然羅馬於次輪以4-2反勝利物浦，但利物浦仍然以總計7-6的比分淘汰羅馬，繼2007年後再度進入歐聯決賽。
不過利物浦卻因雙線作戰，加上球員接連受傷而於聯賽後期陷入小低潮。利物浦在最後四場聯賽賽事中只能賽和西布朗及史篤城，更被排於第五位的車路士擊敗，令雙方得分差距被收窄。在英超煞科日，利物浦成功擊敗白禮頓，而車路士卻負於紐卡素，令利物浦取得第四名，及英超最後一席歐聯資格。沙拿亦以32球聯賽入球打破英超單季(38場比賽制)最多入球紀錄，成為該季英超神射手。
2018年的歐聯決賽，利物浦面對上屆冠軍皇家馬德里，應屆英超神射手沙拿在上半場被皇馬隊長拉莫斯侵犯下受傷提早離場，利物浦在他離場後失去之前的優勢。下半場初段利物浦門將卡利奧斯犯下低級錯誤，竟在禁區內將皮球誤傳給皇家馬德里的卡廉·賓施馬撞入空門，令皇家馬德里取得領前優勢。雖然利物浦前鋒沙迪奧·文尼四分鐘後迅速為球隊扳平，但隨後加里夫·巴利的精采入球令皇家馬德里再度領先。比賽後段卡利奧斯出現此場比賽第二次低級失誤，因接球甩手，將加里夫·巴利看似沒有威脅的遠射漏入網窩，最終利物浦以1-3不敵對手結束了本賽季。
2018-19年球季，利物浦先後羅致巴西防守中場法賓奴、畿內亞中場拿比·基達、瑞士翼鋒梳頓·沙基利，以增加陣容深度。同時，由於門將卡利奧斯表現持續低迷，利物浦遂決定斥資6680萬英鎊從AS羅馬買下門將艾利臣，令艾利臣一度成為球壇史上最高轉會費的守門員 （這記錄在四星期後就被西班牙門將科帕·艾列沙巴拉加以7100萬英鎊轉會費由畢爾包轉投車路士時打破）。
利物浦在實力大為增強下，在季初取得聯賽六連勝及在歐聯分組賽中險勝巴黎聖日耳門，取得開季在各項賽事七連勝的紀錄，為創會126年來首次。隨後利物浦更以16勝3和的成績完成首循環聯賽，一度領先第二位的曼城7分。
而利物浦次循環聯賽亦取得14勝4和1負的成績，整季聯賽只在有一場敗仗，就是作客僅負於曼城，取得破球會聯賽紀錄的97分。不過由於曼城自2019年1月底不敵紐卡素後，餘下十四場聯賽取得全勝，以至聯賽總積分達98分，僅僅比利物浦多一分奪冠，使得利物浦再次與聯賽冠軍擦身而過。
歐聯方面，利物浦在分組賽中最後一仗以1-0險勝拿玻里，憑較多入球壓倒同分的對手取得小組次名晉級歐聯16強，並先後在淘汰賽階段接連淘汰了拜仁慕尼黑、波圖，成功闖進歐冠四強。雖然利物浦在四強首回合作客遭到巴塞隆拿重挫0-3，但次回合利物浦背水一戰，在主場上演“安菲尔德奇迹”，成功以4–0逆轉成功晉級決賽，連續兩屆打進歐聯決賽，並將迎战同属英超的熱刺。
2019年6月1日舉行的歐聯決賽，利物浦憑開賽一分鐘由射手沙拿射入一記十二碼罰球，及在完場前數分鐘由替補球員迪沃克·奧歷治的入球，以2-0擊敗熱刺，繼2003年後再次奪得歐聯冠軍。
2019-20年度，利物浦於首循環聯賽取得18勝1和的佳績（唯一失分是第9輪作客被正值重整期的曼聯以1-1逼和），接連雙殺熱刺、狼隊、鍚菲聯及李斯特城等等中上游對手，在積分榜一度領先次席的曼城高達22分。利物浦在第27周聯賽主場反勝韋斯咸，聯賽取得18場連勝，追平曼城在2017年創下的英超連勝紀錄，可惜利物浦於2020年2月29日第28周聯賽作客下游球隊屈福特，意外地以0-3落敗，無緣打破英超連勝紀錄，及未能成為繼兵工廠後第2支英超全季不敗球隊。2020年3月中旬英超因為新冠肺炎疫情暫停比賽三個多月，攔阻利物浦首次封王之路。聯賽於6月中旬重開後，利物浦先在第30輪聯賽作客賽和同市宿敵愛華頓0-0，接著在2020年6月24日第31輪聯賽主場以4-0擊潰水晶宮。翌日，排聯賽榜第二位的曼城於第31輪聯賽以1-2不敵車路士，令利物浦在聯賽榜領先優勢增至23分，提前七輪奪得球隊史上首座英超冠軍。
由於去季贏得歐聯冠軍，利物浦本季亦以歐洲球會冠軍的身份，獲得世界冠軍球會盃的參賽資格，並由於賽事賽制的關係直入四強。四強階段，利物浦以2-1淘汰中北美洲及加勒比海代表、墨超的蒙特雷進入決賽。其後，在決賽憑費明奴的入球，加時以1-0擊敗南美洲代表、巴甲的法林明高，奪得2019年的世冠盃。至此，連同夏天拿下的歐聯及歐洲超級盃，利物浦於2019年完成了「國際賽三冠王」的成就。
聯賽盃方面，利物浦從第三圈開始作賽：三十二強以2-0淘汰米爾頓凱恩斯，十六強和阿仙奴上演瘋狂入球大戰，結果雙方在法定時間打成5-5平手，最後於互射十二碼利物浦以5-4淘汰對手晉級八強；八強賽利物浦的對手是阿士東維拉，因比賽時間與重疊而賽會亦不願更改賽期，最終利物浦只派出青年軍應戰，以0-5不敵維拉出局。
足總盃方面，利物浦同樣由第三圈開始作賽，先後淘汰同市宿敵愛華頓及英甲球隊，最後於第五圈比賽作客以0-2不敵車路士出局。
歐聯方面，利物浦被分到E組，同組球隊包括意甲的拿玻里、奧超的薩爾斯堡紅牛以及比甲的亨克。最後，利物浦以4勝1和1負的成績拿下分組第1，晉級淘汰賽階段，16強遭到主客場雙殺淘汰。

## 斯洛特年代(2024年—現今)
荷甲俱樂部飛燕諾的主教練斯洛特被宣佈為 2024-25 賽季克洛普的繼任者。賽季開局強勁，在 30 場比賽中僅輸給諾丁漢森林一場，之後又進入了聯賽盃決賽，對陣紐卡斯爾。然而，他們未能在決賽中複製聯賽佳績，以 2-1 輸掉了比賽。不過，利物浦在聯賽中取得了成功，在斯洛特的帶領下，俱樂部在 4 月以 5-1 擊敗托特納姆熱刺，追平了由死敵曼聯寫下的歷史紀錄—第 20 個頂級聯賽冠軍。俱樂部於 2025 年 5 月 26 日舉行了慶祝活動，但活動因一起事故而受損，據稱一輛汽車在跟隨一輛救護車進入禁止汽車通行的區域後，在水街撞向了支持者和與會者。嫌疑人是來自西德比的 53 歲保羅·道爾 (Paul Doyle)，他似乎與蜂擁而至的支持者發生爭執，隨後他撞擊了車輛並打開了駕駛室車門，然後加速沖過人群，造成至少 79 人受傷。

## 榮譽編年表
- 1901: 英格蘭甲組聯賽冠軍 (manager: T. Watson)
- 1906: 英格蘭甲組聯賽冠軍 (manager: T. Watson)
- 1922: 英格蘭甲組聯賽冠軍(manager: D. Ashworth)
- 1923: 英格蘭甲組聯賽冠軍(manager: M. McQueen)
- 1947: 英格蘭甲組聯賽冠軍(manager: G. Kay)
- 1964: 英格蘭甲組聯賽冠軍, 英格蘭慈善盾(manager: B. Shankly)
- 1965: 英格蘭足總盃, 英格蘭慈善盾 (manager: B. Shankly)
- 1966: 英格蘭甲組聯賽冠軍, 英格蘭慈善盾(manager: B. Shankly)
- 1973: 欧洲足協盃， 英格蘭甲組聯賽冠軍(manager: B. Shankly)
- 1974: 英格蘭足總盃, 英格蘭慈善盾(manager: B. Shankly)
- 1976: 欧洲足協盃, 英格蘭甲組聯賽冠軍, 英格蘭慈善盾(manager: B. Paisley)
- 1977: 歐洲冠軍球會盃， 英格蘭甲組聯賽冠軍, 英格蘭慈善盾, 欧洲超级杯 (manager: B. Paisley)
- 1978: 歐洲冠軍球會盃 (manager: B. Paisley)
- 1979: 英格蘭甲組聯賽冠軍, 英格蘭慈善盾 (manager: B. Paisley)
- 1980: 英格蘭甲組聯賽冠軍, 英格蘭慈善盾(manager: B. Paisley)
- 1981: 歐洲冠軍球會盃， 英格蘭聯賽盃 (manager: B. Paisley)
- 1982: 英格蘭甲組聯賽冠軍, 英格蘭聯賽盃, 英格蘭慈善盾(manager: B. Paisley)
- 1983: 英格蘭甲組聯賽冠軍, 英格蘭聯賽盃(manager: B. Paisley)
- 1984: 歐洲冠軍球會盃， 英格蘭甲組聯賽冠軍, 英格蘭聯賽盃(manager: J. Fagan)
- 1986: 英格蘭甲組聯賽冠軍, 英格蘭足總盃, 英格蘭慈善盾(manager: K. Dalglish)
- 1988: 英格蘭甲組聯賽冠軍, 英格蘭慈善盾(manager: K. Dalglish)
- 1989: 英格蘭足總盃, 英格蘭慈善盾(manager: K. Dalglish)
- 1990: 英格蘭甲組聯賽冠軍, 英格蘭慈善盾 (manager: K. Dalglish)
- 1992: 英格蘭足總盃(manager: G. Souness)
- 1995: 英格蘭聯賽盃(manager: R. Evans)
- 2001: 欧洲足協盃， 英格蘭足總盃, 英格蘭聯賽盃, 英格蘭慈善盾, 欧洲超级杯 (manager: G. Houllier)
- 2003: 英格蘭聯賽盃(manager: G. Houllier)
- 2005: 歐洲冠軍球會盃， 欧洲超级杯 (manager: R. Benítez)
- 2006: 英格蘭足總盃, 英格蘭社區盾(manager: R. Benítez)
- 2012: 英格蘭聯賽盃(manager: K. Dalglish)